# Hakea eyreana
Hakea eyreana (лат.) — дерево, вид рода Хакея (Hakea) семейства Протейные (Proteaceae). Произрастает в засушливых районах внутренней Австралии.

## Ботаническое описание
Hakea eyreana — ветвистое или тонкое дерево высотой от 2 до 7 м. Способно отрастать от основания и имеет ветки с густыми беловатыми волосками. Составные и округлые в сечении листья имеют длину от 1,5 до 9,5 см. Цветёт с мая по ноябрь зеленовато-жёлтыми цветами. Пазушные соцветия содержат от 35 до 105 зеленовато-жёлтых цветков. Голые древесные плоды, которые образуются после цветения, имеют продолговатую или яйцевидную форму длиной от 2,5 до 4,2 см с длинным клювом. Семена внутри занимают большую часть клапана и имеют крыло, проходящее до половины плода вдоль одной стороны.

## Таксономия
Вид Hakea eyreana был впервые официально идентифицирован ботаником Дональдом Макгилливрэем в 1975 году в рамках работы «Австралийские протейные: новые таксоны и заметки» (Australian Proteaceae: New taxa and notes), опубликованной в журнале Telopea. Имя часто ошибочно применяется к Hakea divaricata. Видовой эпитет — от области, в которой образец типа был собран возле озера Эйр, которое в свою очередь названо в честь исследователя Джона Эдварда Эйра.

## Распространение и местообитание
H. eyreana эндемична области в пустыне Симпсона и региона Чэннел, расположенном в Южной Австралии, Новом Южном Уэльсе, Квинсленде и Северной территории. Встречается на песчаных дюнах, песчаных равнинах, болотистых низинах и равнинах, растёт на песчаных или каменистых почвах.